# Собор Липецких святых
Собо́р Ли́пецких святы́х — группа святых Русской православной церкви, чья жизнь была связана с территорией современной Липецкой митрополии.
Празднование установлено 8 июля 2010 года по благословению патриарха Московского и Всея Руси Кирилла и совершается 10 сентября в день памяти первого епископа Липецкого священномученика Уара (Шмарина). Ранее память липецких святых праздновалась в составе Собора Воронежских и Липецких святых, установленного в 2002 году.
29 июля 2017 года Священный синод утвердил и рекомендовал к общецерковному богослужебному употреблению текст службы Собору Липецких святых.

## Список святых
| Имя подвижника                       | Лик святости       | Год смерти | День памяти (по юлианскому календарю) |
| ------------------------------------ | ------------------ | ---------- | ------------------------------------- |
| Василий I (епископ Рязанский)        | святитель          | 1295       | июль 3                                |
| Алексий (митрополит Киевский)        | святитель          | 1378.      | февраль 12, май 20                    |
| Иона Московский                      | святитель          | 1461       | март 31, май 27                       |
| Феодорит (архиепископ Рязанский)     | святитель          | 1617       | сентябрь 10                           |
| Мисаил (архиепископ Рязанский)       | священномученик    | 1655       | апрель 9                              |
| Питирим (епископ Тамбовский)         | святитель          | 1698       | июль 28                               |
| Митрофан Воронежский                 | святитель          | 1703       | август 7, сентябрь 4                  |
| Тихон Задонский                      | святитель          | 1783       | август 13                             |
| Иоанн Сезеновский                    | преподобный        | 1839       | декабрь 14                            |
| Антоний (Смирницкий)                 | святитель          | 1846       | декабрь 20                            |
| Иларион (Троекуровский)              | преподобный        | 1853       | ноябрь 5                              |
| Иннокентий Херсонский                | святитель          | 1857       | май 25                                |
| Филарет (Амфитеатров)                | святитель          | 1857       | декабрь 21                            |
| Дария Сезёновская                    | преподобная        | 1858       |                                       |
| Гавриил (Городков)                   | святитель          | 1862       | апрель 7                              |
| Серафима Сезёновская                 | преподобная        | 1877       | сентябрь 14                           |
| Амвросий Оптинский                   | преподобный        | 1891       | октябрь 10                            |
| Феофан Затворник                     | святитель          | 1894       | январь 10                             |
| Мелетий (Якимов)                     | святитель          | 1900       | январь 14                             |
| Кочуров, Иван Александрович          | священномученик    | 1917       | октябрь 31                            |
| Макарий (Гневушев)                   | священномученик    | 1918       | август 22                             |
| Тихон (Никаноров)                    | священномученик    | 1920       | декабрь 27                            |
| Нектарий Оптинский                   | преподобный        | 1928       | апрель 29                             |
| Агафангел (Преображенский)           | священноисповедник | 1928       | октябрь 3                             |
| Петр (Зверев)                        | священномученик    | 1929       | январь 25, июнь 4                     |
| Вислянский, Александр Яковлевич      | священномученик    | 1930       | февраль 21                            |
| Архангельский, Александр Николаевич  | священномученик    | 1930       | июль 20                               |
| Георгий (Лавров)                     | преподобный        | 1932       | июнь 21                               |
| Лавров, Сергей Николаевич            | священномученик    | 1934       | январь 5                              |
| Феодор (Никитин)                     | преподобномученик  | 1937       | июль 16                               |
| Захария (Лобов)                      | священномученик    | 1937       | сентябрь 9                            |
| Василий (Цветков)                    | преподобномученик  | 1937       | октябрь 4                             |
| Архангельский, Тихон Иванович        | священномученик    | 1937       | октябрь 4                             |
| Амвросий (Астахов)                   | преподобномученик  | 1937       | октябрь 8                             |
| Димитрий (Добросердов)               | священномученик    | 1937       | октябрь 8                             |
| Иувеналий (Масловский)               | священномученик    | 1937       | октябрь 11                            |
| Орлов, Александр Васильевич          | священномученик    | 1937       | октябрь 20                            |
| Исаев, Михаил Васильевич             | священномученик    | 1937       | октябрь 20                            |
| Кирилл (Смирнов)                     | священномученик    | 1937       | ноябрь 7                              |
| Сергий (Зверев)                      | священномученик    | 1937       | ноябрь 7                              |
| Пантелеимон (Аржаных)                | преподобномученик  | 1937       | ноябрь 16                             |
| Богородицкий, Михаил Трофимович      | священномученик    | 1937       | ноябрь 24                             |
| Серафим (Остроумов)                  | священномученик    | 1937       | ноябрь 25                             |
| Кобзев, Михаил Иванович              | священномученик    | 1937       | декабрь 10                            |
| Алешковский, Иван Григорьевич        | священномученик    | 1938       | февраль 4                             |
| Ульянова, Наталья Николаевна         | преподобномученица | 1938       | март 9                                |
| Богоявленский, Георгий Александрович | мученик            | 1938       | май 19                                |
| Садовский, Николай Александрович     | священномученик    | 1938       | май 19                                |
| Уар (Шмарин)                         | священномученик    | 1938       | сентябрь 10                           |
| Силуан Афонский                      | преподобный        | 1938       | сентябрь 11                           |
| Богословский, Михаил Константинович  | священномученик    | 1940       | март 15                               |
| Базилевский, Исмаил Николаевич       | священномученик    | 1941       | ноябрь 4                              |
| Крымкин, Василий Иванович            | священномученик    | 1942       | октябрь 4                             |
| Боровская, Анна Степановна           | мученица           | 1942       | декабрь 29                            |
| Денисова, Евфросиния Федоровна       | мученица           | 1942       | декабрь 29                            |
| Смолякова, Александра Михайловна     | мученица           | 1942       |                                       |
| Карих, Наталья Семеновна             | мученица           | 1942       |                                       |
| Копытина, Наталья Федоровна          | мученица           | 1942       |                                       |
| Архангельская, Хиония Ивановна       | исповедница        | 1945       | октябрь 4                             |
| Правдолюбов, Сергей Анатольевич      | священноисповедник | 1950       | сентябрь 21, декабрь 5                |
| Николай (Могилевский)                | священноисповедник | 1955       | октябрь 12                            |